# Philipp Neubauer

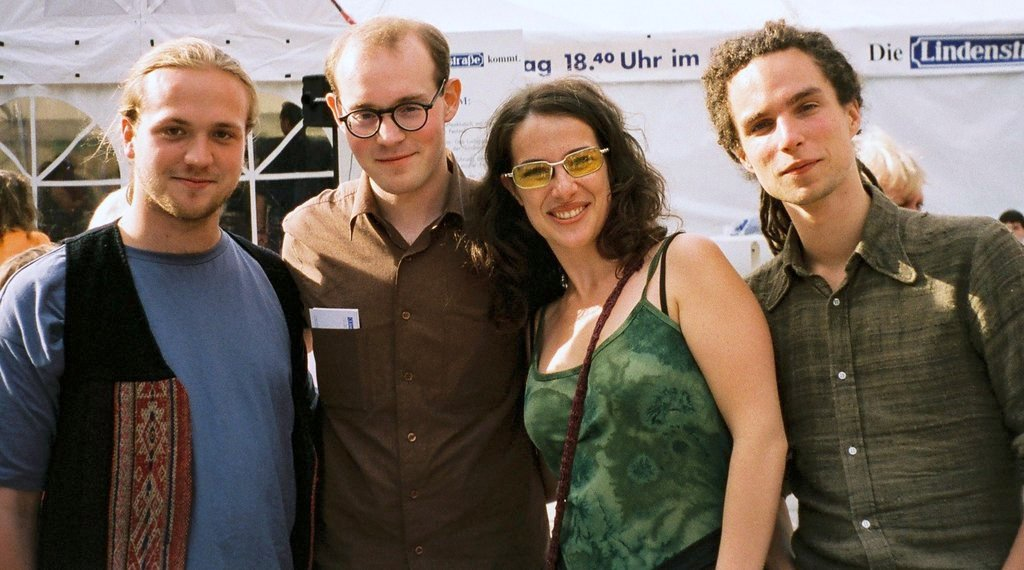
Philipp Neubauer (1998, 2. von links)

Philipp Neubauer (* 26. Oktober 1974 in Köln) ist ein deutscher Schauspieler.

## Leben
Bereits in seiner Schulzeit war Philipp Neubauer im Rahmen einer schuleigenen Kabarettgruppe tätig. Nach dem Abitur im Jahr 1995 begann Neubauer das Studium der Philosophie und Kunstgeschichte an der Rheinischen Friedrich-Wilhelms-Universität Bonn.
Im Fernsehen wurde Philipp Neubauer vor allem bekannt durch die Rolle des Philipp Sperling, die er mit teils längeren Unterbrechungen von Februar 1993 (Folge 376) bis März 2020 (Folge 1756) in der ARD-Serie Lindenstraße verkörperte. Er war zudem einige Jahre lang als Drehbuchautor für die Serie tätig. Auch in den Reihen Tatort oder Alarm für Cobra 11 – Die Autobahnpolizei hatte er Rollen. Er wirkte auch in mehreren Kurzfilmen mit. Am Theater wirkte er in dem Stück Die Schneekönigin mit. Zudem ist Neubauer als Sprecher in Radiosendungen sowie als Regie-Assistent tätig.
Neubauer lebt in Köln.

## Filmografie
- 1993–2020: Lindenstraße (Fernsehserie, 348 Folgen)
- 1995: Entführung aus der Lindenstraße
- 2002: Tatort: Fakten, Fakten … (Fernsehreihe)
- 2002: Schatten (Kurzfilm)
- 2004: Alarm für Cobra 11 – Die Autobahnpolizei (Fernsehserie, 1 Folge)
- 2006: Weibsbilder (Fernsehserie, 1 Folge)
- 2006: Bus (Kurzfilm)
- 2007: Angie (Fernsehserie, 1 Folge)
- 2008: Die Besucherin
- 2009: Act Natural (Kurzfilm)
- 2010: Ein Fall für Fingerhut – Mord am Mühlengrund
- 2011: Christina (Kurzfilm)
- 2017: Lichtblick (Kurzfilm)
- 2021: Bettys Diagnose (Fernsehserie, 1 Folge)